# George Town (Ilhas Caimã)

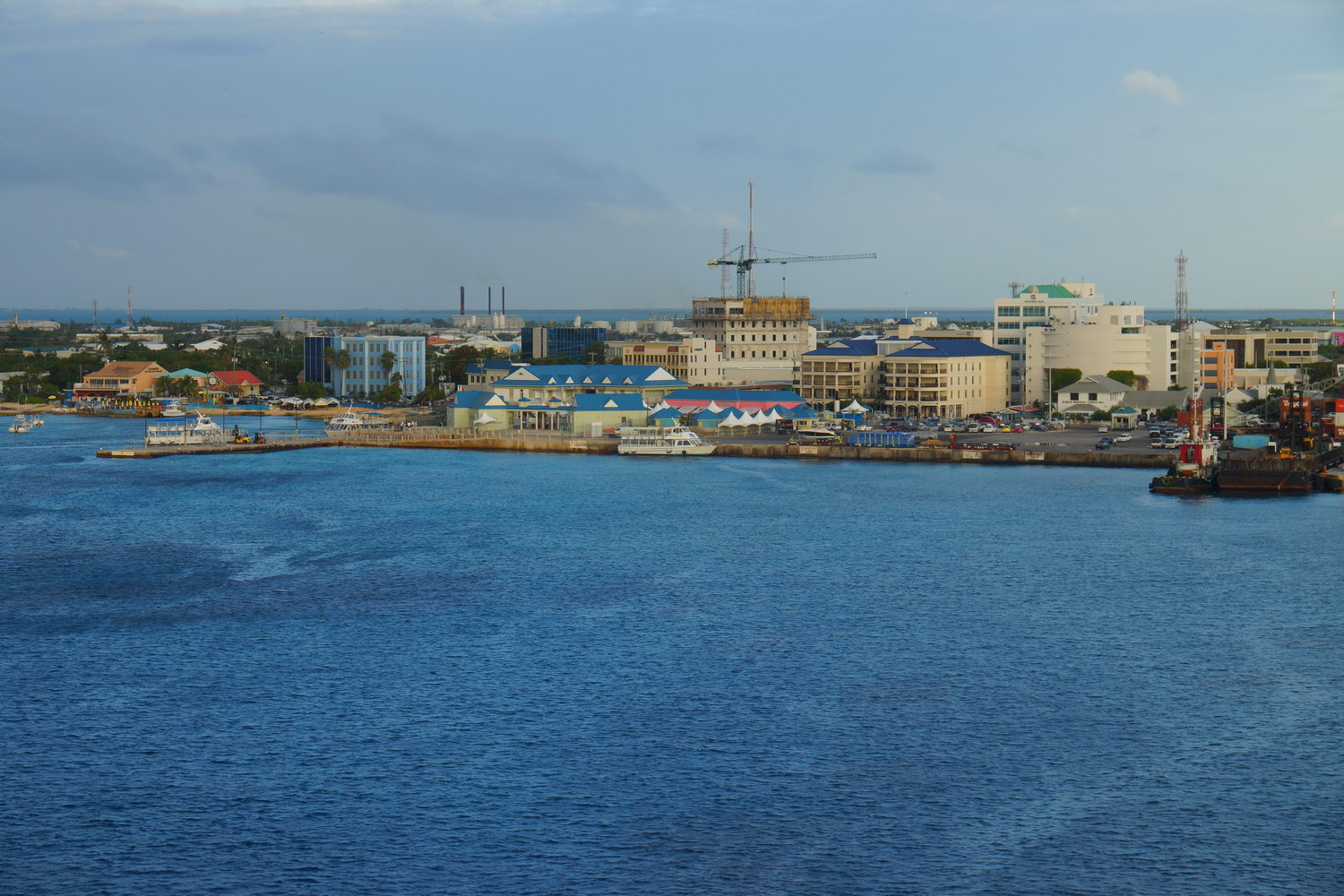
Beira-mar do centro de George Town em dezembro de 2011

George Town é a capital e maior cidade das Ilhas Caimã (Ilhas Caimão, em português europeu), localizada em Grande Caimã. Em 2021, a cidade tinha uma população de 34 921, fazendo dela a maior cidade (por população) de todos os territórios ultramarinos britânicos.
George Town é o coração do setor de serviços financeiros das Ilhas Caimã (há cerca de 600 empresas de bancos e trustes — consórcios, em português europeu — nas Ilhas Caimã). Os escritórios do governo caimanês estão localizados na cidade. De acordo com a Globalization and World Cities Research Network em 2016, George Town é classificada como uma cidade beta.